# Meseta del Colorado
La meseta del Colorado es una región fisiogeográfica de las mesetas intermontanas, centrada en la región de las Cuatro Esquinas del suroeste de los Estados Unidos de América. La provincia cubre un área 337.000 km² dentro de las fronteras del occidente de Colorado, noroeste de Nuevo México y sur y este de Utah y el norte de Arizona. El 90 % del área vierte sus aguas a la cuenca del río Colorado y sus afluentes  principales son los ríos: Verde, San Juan y Pequeño Colorado.
La meseta está compuesta principalmente por desiertos o páramos con áreas parcheadas de bosques. En la esquina suroeste de la meseta del Colorado se ubica: el Gran Cañón del Colorado.

## Geografía
La provincia geográfica está limitada por las Montañas Rocosas en Colorado y por la sierra de Uinta y la cordillera Wasath al norte y centro de Utah.

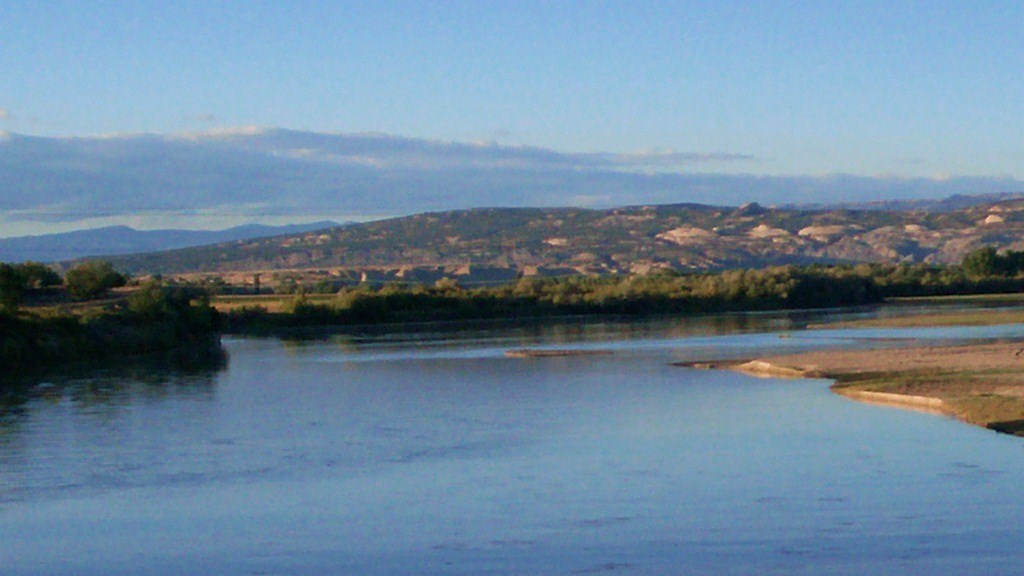
El río Verde surcando de norte a sur desde Wyoming pasa por un corto recorrido por Colorado para unirse al río Colorado al sureste de Utah.
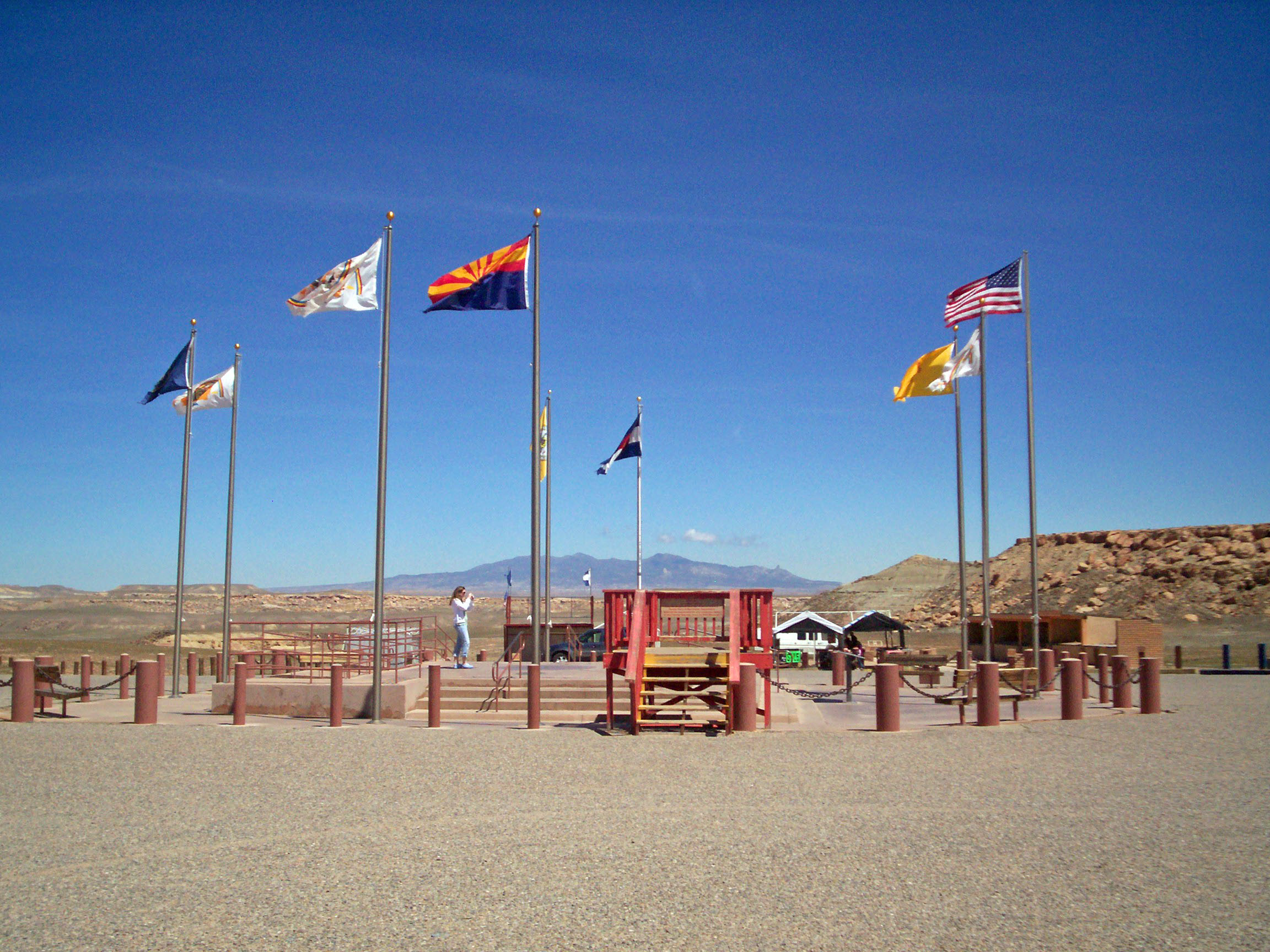
Four Corners monumento.
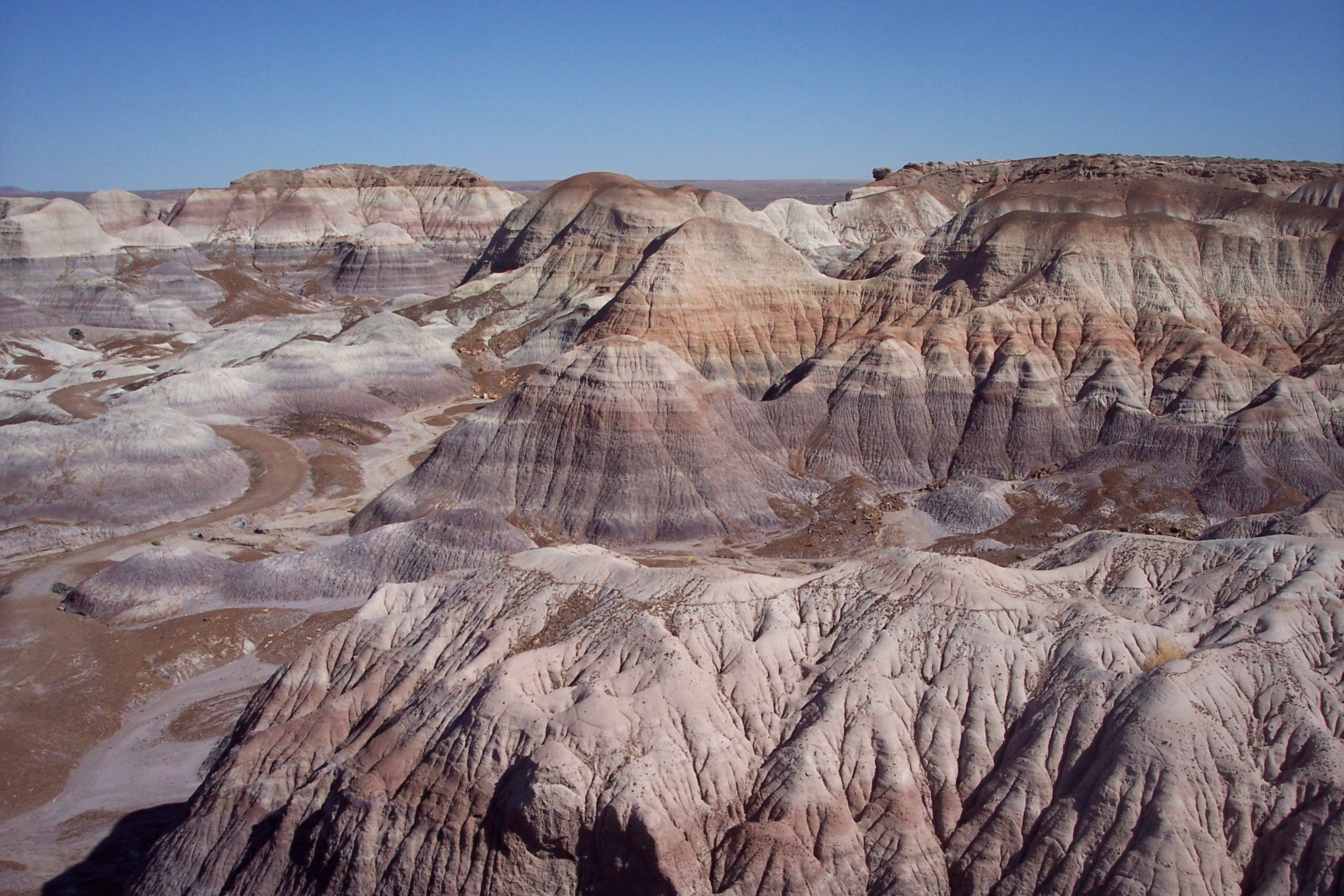
Blue Mesa en el Desierto Pintado.